# Agrypon hilare
Agrypon hilare là một loài tò vò trong họ Ichneumonidae.